# Dolina Torne

Flaga granicznego regionu Dolina Torne, obowiązująca od 15 lipca 2007 roku

Stara wersja flagi Tornedalczyków

Wersja flagi z krzyżem skandynawskim

Region po obu stronach granicy szwedzko-fińskiej

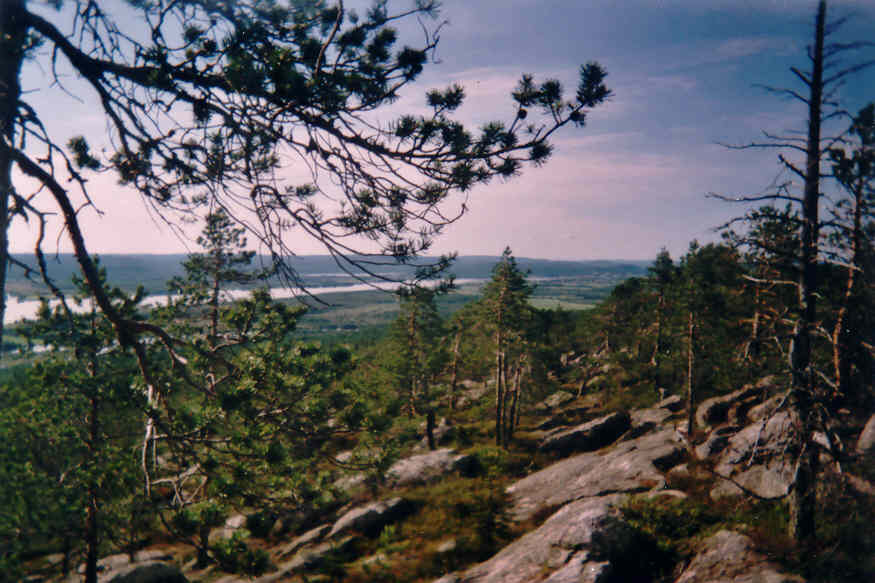
Tornedalen pod Övertorneå

Dolina Torne (szw. Tornedalen, fiń. Tornionlaakso) – region kulturowy oficjalnie uznany za Euroregion terytorialnie częściowo identyczny z Tornedalen, doliną rzeki Torne w sensie geograficznym. Choć przedzielony obecnie graniczną Torne przynależy państwowo do Szwecji i Finlandii, to posiada jedną, wspólną historię i kulturę. Wyróżnia się wielojęzycznością mieszkańców.
Oprócz języków narodowych szwedzkiego i fińskiego, używa się tu północnolapońskiego, a także na terytorium Szwecji języka meänkieli. Wszystkie te języki mają status oficjalny, a w części szwedzkiej wszyscy mieszkańcy mają prawo do kontaktowania się z urzędami w wybranym przez siebie języku.
Niegdyś cała dolina przynależała do szwedzkich prowincji Laponia i Norrbotten. W roku 1809 Finlandia po zachodni brzeg Torne została odłączona i przyłączona do terytorium Rosji. Niektóre miejscowości położone nad rzeką rozciągały się po obu jej brzegach i zostały rozdzielone granicą państwową. Zachowały jednak wspólnotę kulturową, która wyraża się dla przykładu w jednakowej sztuce kulinarnej.
Flaga Doliny Torne ma status oficjalny. Jej nowa wersja po raz pierwszy wciągnięta została na maszt 15 lipca 2007 roku na przejściu granicznym między Övertorneå (Szwecja) a Ylitornio (Finlandia) przez członków założycieli stowarzyszenia Meänmaa: jego przewodniczącego Bengta Pohjanena oraz jej projektanta Herberta Wirlöfa. Wykorzystuje ona kolory narodowe obu państw, rezygnując jednak z typowej dla państw nordyckich formy krzyża, gdyż mieszkańcy regionu - jak sami twierdzą - nie byli uczestnikami wypraw krzyżowych i odżegnują się od ich tradycji. Kolory flagi symbolizują świecące słońce (żółty), biel zimy (biały) i błękit nieba (niebieski).

## Miasta
- Haparanda (Szwecja)
- Tornio (Finlandia)